# Планета-океан

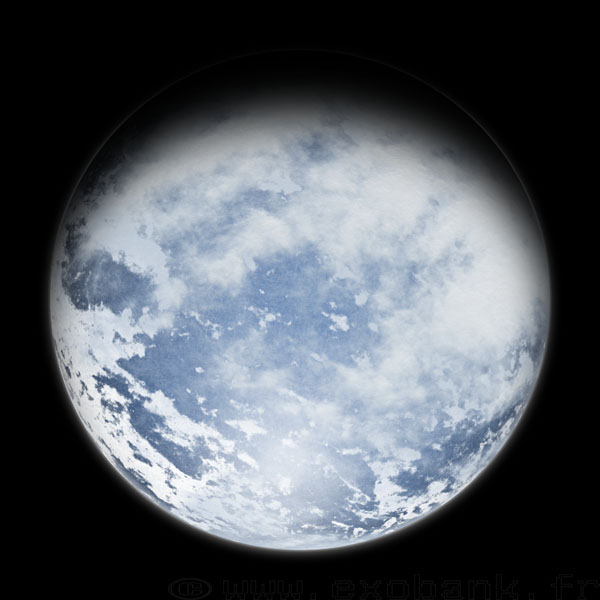
Планета-океан в представлении художника

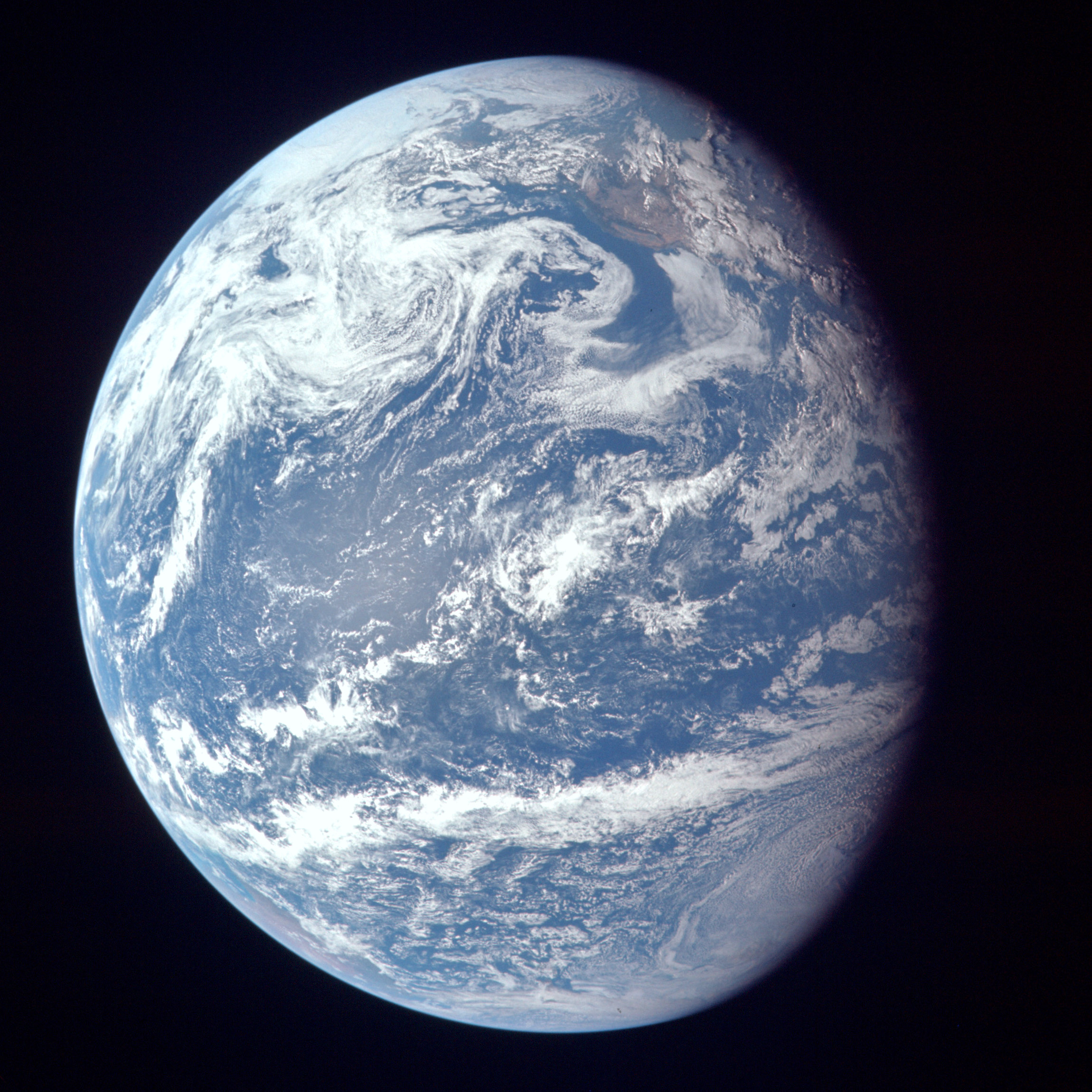
Земля со стороны Тихого океана. 70,8% поверхности планеты занимает мировой океан.

Плане́та-океа́н — разновидность планет, состоящих преимущественно изо льда, скалистых пород и металлов (приблизительно в равных пропорциях по массе для упрощения модели). В зависимости от расстояния до родительской звезды могут быть целиком покрыты океаном жидкой воды глубиной до 100 км (точное значение зависит от радиуса планеты), на большей глубине давление становится столь велико, что вода не может более существовать в жидком состоянии и затвердевает, образуя такие модификации льда, как Лёд V, VI, VII, X и другие. Пока открыта только одна такая планета — GJ 1214 b.

## История открытия

Внутреннее строение планеты типа Планета-океан массой 6—8 M_{E}

Первоначально предположение о существовании такого типа планет было сделано Дэвидом Стивенсоном из Калифорнийского технологического института. Затем эта теоретическая модель была развита командой Кристофа Сотена из Нантского университета и Марком Кюхнером.

## Процесс формирования
В последние годы было открыто множество экзопланет — горячих юпитеров, то есть газовых гигантов (планет-гигантов), вращающихся на близкой орбите к своей звезде, где, в соответствии с современными представлениями об образовании и эволюции планетных систем, они просто не могли сформироваться. Было сделано предположение, что планеты могут уже после своего формирования мигрировать на более близкие к своей звезде орбиты, в том числе и в обитаемую зону.

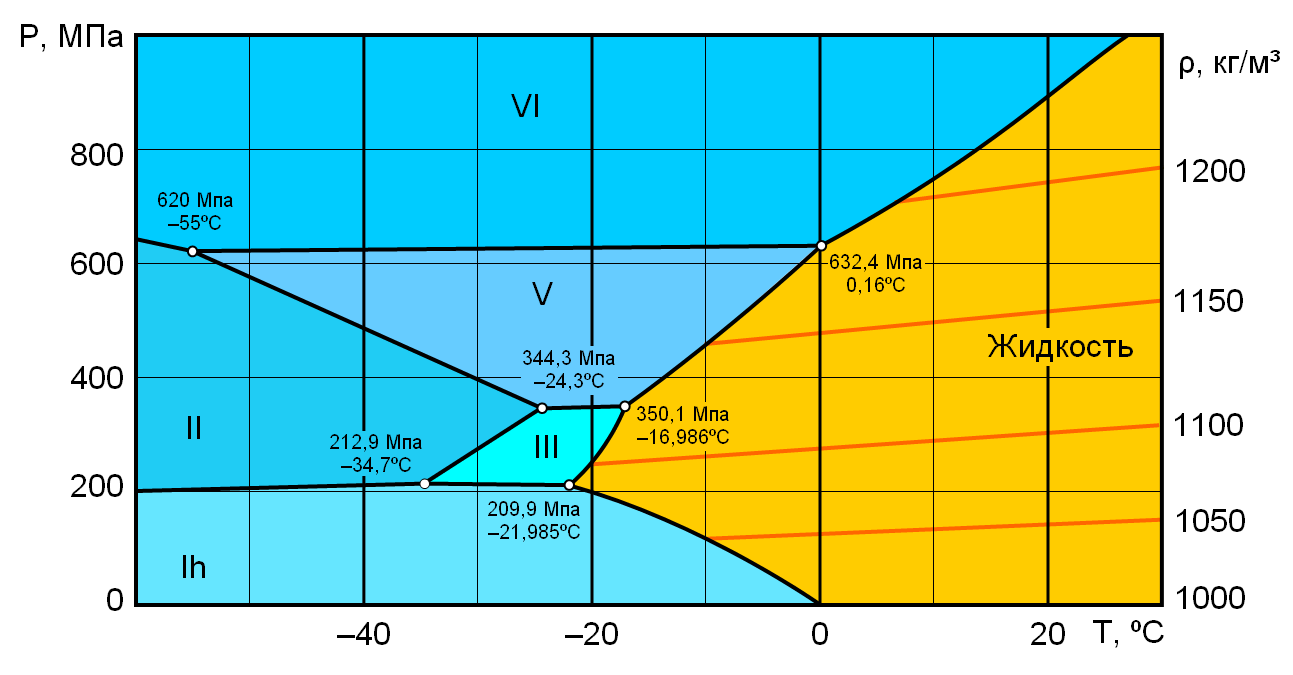
Фрагмент фазовой диаграммы воды

Сравнение размеров планет с различным химическим составом в зависимости от массы, см. «Водные планеты» (Марк Кюхнер, НАСА GSFC)

Если в процессе формирования планетной системы формирующаяся на большом удалении от своей звезды протопланета достигает массы приблизительно в 10 земных масс, то она становится достаточно массивной, чтобы притягивать к себе водород и гелий, и превращается в конце концов в газового гиганта. Планета чуть меньшей массы, приблизительно 6—8 земных масс, и не достигнувшая пороговой массы в 10 земных масс, оказывается состоящей преимущественно изо льда и камней, как спутники планет-гигантов в Солнечной системе. Если такая планета оказывается, с одной стороны, достаточно массивной, чтобы расчистить свою собственную орбиту вокруг звезды и не быть захваченной сформировавшимся неподалёку газовым гигантом, и, с другой стороны, недостаточно массивной, чтобы притягивать водород и гелий из газопылевого облака, в котором она формируется, то в итоге в упрощённой модели получается ледяная планета, состоящая приблизительно наполовину из льда и наполовину из твёрдых пород.
В процессе миграции из-за мощных турбулентных возмущений, которые могут возникать в протопланетарном газопылевом диске, вследствие чего орбита планеты может измениться, такая ледяная планета массой в 6—8 земных масс может оказаться достаточно близко к своей звезде для того, чтобы внешняя ледяная кора планеты расплавилась и планета оказалась полностью покрытой океаном жидкой воды глубиной в 72—133 км. Давление на дне такого океана, составляющее порядка 1—2 ГПа (10—20 тыс. атм.), является достаточным для формирования полиморфных модификаций льда, которые тяжелее жидкой воды и при таком давлении никогда не будут таять. Ниже будет располагаться твёрдая кора изо льда различных модификаций толщиной около 4850 км, и, наконец, твёрдое ядро радиусом около 7900 км, состоящее из каменной мантии толщиной 3500 км и металлического ядра радиусом в 4400 км.

## Возможность жизни
Для возникновения биологической жизни, подобной земной, необходимо, чтобы планета находилась в обитаемой зоне. Это позволило бы растаять прослойке льда на поверхности. Помимо этого, необходимы минералы, находящиеся в планетарной коре. У данного типа планет между слоем жидкой воды и корой находится толстый слой твёрдого льда, перекрывающий доступ к минералам. Последние, однако, могут быть занесены метеоритами и кометами.

## Обнаруженные планеты этого класса
17 декабря 2009 года была открыта планета GJ 1214 b, которая, благодаря своим характеристикам, большинством астрономов была причислена к классу планета-океан. А в феврале 2012 года группа астрономов под руководством Захори Берта из Гарвард-Смитсонианского центра астрофизики подтвердили данную гипотезу. Они изучали атмосферу планеты во время её транзита по диску своей звезды при помощи телескопа Хаббл и пришли к выводу, что она состоит из густого водяного пара с небольшой примесью гелия и водорода. Однако, учитывая довольно высокую температуру на поверхности планеты по сравнению с земной (около 200 °C), учёные считают, что вода на планете находится в таких экзотических состояниях, как «горячий лёд» и «супержидкая вода», которые не встречаются на нашей планете.